# Napake pri ocenjevanju delovne uspešnosti
Čeprav je namen ocenjevalnega sistema zbrati natančne ocene delovne uspešnosti zaposlenega ter zgraditi strukturne karakteristike za pomoč pri zbiranju teh ocen, ga ocenjevalci s svojim ocenjevanjem ne zagotavljajo vedno.  Pri ocenjevanju se lahko pojavijo tudi napake ocenjevanja. Največja slabost procesa ni pojavljanje napak, temveč njihova subjektivost, ki izvira predvsem od ocenjevalcev samih ter nezmožnost njihovega  odkrivanja in preprečevanja. Napake ocenjevanja se običajno pojavijo, ko mora ocenjevalec na osnovi nepopolnih podatkov oblikovati sodbe, torej iz psihometričnega gledišča ne predstavljajo popolnoma prave ocene delovne uspešnosti. To se dogaja pri skorajda vseh metodah ocenjevanja. Subjektivnost in s tem napake lahko zmanjšamo s tem, da ocenjevalce seznanimo z možnimi napakami, ki jih tekom ocenjevanja lahko naredijo.

## Tri najpomembnejše vrste napak ocenjevanja delovne uspešnosti

### Napaka centralne tendence
Napaka centralne tendence se pojavi, ko se ocenjevalec »zavaruje« in ocenjuje zaposlenega in njegovo delovno uspešnost  z vrednostmi, ki se pojavljajo okoli sredine ocenjevalne lestvice, čeprav bi ga ekstremnejša ocena v tem primeru bolje opisala. S takim ocenjevanjem lahko vsi zaposleni postanejo ocenjeni kot  srednje uspešni, ocena pa ne omogoča ločevanja med najbolj in najmanj uspešnimi delavci. Nekateri ocenjevalni sistemi lahko spodbujajo pristranskost s tem, da od vsakega ocenjevalca, ki izbere ekstremno oceno, zahtevajo pisno pojasnilo za to izbiro. Za ocenjevalce je zato lahko zelo težko oziroma naporno izbrati katero koli drugo oceno kot povprečno.

### Napaka težnje k nizkim oziroma visokim ocenam
Ta tip napake povzročajo ocenjevalci, ki ocenjujejo preveč blago ali pa preveč strogo. Blagi ocenjevalci dajejo višje ocene, kot si jih zaposleni zaslužijo, medtem ko strogi ocenjevalci pri tem  dajejo nižje ocene. Te napake so po navadi rezultat osebnih predstav ocenjevalcev, kaj zanje pomeni podpovprečna, povprečna in nadpovprečna delovna uspešnost, ki jo ocenjujejo, premalo pa je osredotočanja na skupno dogovorjene sodbe o tem kaj velja za podpovprečno, povprečno in nadpovprečno delovno uspešnost. Napako lahko ublažimo z večjim številom ocenjevalcev, točnimi informacijami o delavcu in s podanimi natančnimi navodili za presojanje.
Nekateri ocenjevalci so znani kot zahtevni in pričakujejo izredne dosežke za vsako oceno, višjo od povprečne. Drugi ocenjevalci pa dajejo dobre ocene vsem, da bi se izognili trenjem, ali da bi izpadli ugodno v očeh svojih podrejenih. Eden izmed načinov, da bi preprečili tak tip napake je, da pri ocenjevalnih lestvicah uporabljamo dobro definirane kriterije, kaj natančno pomeni ocena povprečno, nadpovprečno in podpovprečno. Landy in Conte  opisujeta raziskavo Yuna, Donahuea, Dudleya in McFarlanda, ki so ugotovili, da dajejo ocenjevalci, ki imajo visoko razvit osebnostni faktor sprejemljivosti, zaposlenim višje ocene kot ocenjevalci, ki imajo ta faktor nižje izražen, posebno v situacijah, ko je povratno informacijo ocenjevanemu potrebno  podati osebno. Ugotovili so tudi, da je uporaba prej omenjenih natančno določenih kriterijev zmanjšala nagnjenje k blagemu ocenjevanju pri ocenjevalcih z visokim faktorjem sprejemljivosti, kar je še enkrat pokazalo, pomembnost dobro konstruiranih ocenjevalnih lestvic.

### Napaka halo učinka
Napaka halo učinka je lahko rezultat verjetja ocenjevalca, da je določena dimenzija ključna in da  vse druge dimenzije izhajajo iz te pomembne dimenzije in jim zato pripisuje podobne ocene kot prvi, pomembni dimenziji. Z drugimi besedami, okoli ocenjevanih lastnosti se pojavi nekakšna aura, ki povzroči, da so si ocene teh lastnosti podobne. S tega vidika lahko ocenjevalci predvidevajo, da obstaja le ena generalna poteza, po kateri potem presojajo in ocenjujejo zaposlenega kot uspešnega ali neuspešnega. Napako halo učinka lahko omilimo, če ocenjevalce predhodno ustrezno opozorimo in poučimo ter so zato pozneje nanje pozorni. Zmanjšamo jo lahko tudi, če ocenjevalcem priskrbimo ustrezne in konkretne  kriterije. Vseeno ne smemo predvidevati, da so ocenjevane lastnosti praviloma popolnoma neodvisne. Ocena ene dimenzije, ki je blizu oceni na drugi, ni nujno napaka halo učinka, temveč odraz dejstva, da se določena vedenja dejansko povezujejo in »gredo skupaj« ali pa nanje podobno vpliva tretja dimenzija oziroma faktor.

## Druge napake ocenjevanja delovne uspešnosti
Poleg zgoraj opisanih napak se lahko pojavijo tudi druge, ki izvirajo iz zavestnih teženj ocenjevalca. To so na primer nezaupanje do novih stvari in pristopov, zaščita samega sebe, izogibanje ocenjevanju, z izgovorom, da ne poznajo sodelavčevega dela, strah pred reakcijami slabo ocenjenih delavcev, kar vodi do toleriranja manj uspešnih delavcev ter ohranitve obstoječega stanja in organizacijske klime v organizaciji, pa čeprav bi ta lahko bila boljša. Pomembno je tudi, da so ocenjevalci za izvajanje ocenjevanja usposobljeni, poznati in razumeti morajo tudi namen ocenjevanja delovne uspešnosti in ga izvajati dosledno. Ocenjevalci se morajo zavedati, da vsi zaposleni le niso enako uspešni. Če vse zaposlene ocenijo z visokimi ocenami, se lahko zamerijo tistim, ki resnično delajo najbolje in odstopajo od povprečja. Ocene lahko hitro postanejo neobjektivne tudi s tem, da se zaposlene ocenjuje le na nivoju podrejeni-vodja (ocenjevalec), prav tako pa se ocenjevanje izvaja premalo pogosto. Zaželeno je, da napake ocenjevanja delovne uspešnosti prepoznamo, nujno pa je tudi, da jih skušamo odpraviti in zoper njih ukrepamo.

### Logična napaka
Logična napaka se pojavi, kadar ocenjevalec eno značilnost presoja pod vplivom druge, ker misli, da sta logično povezani. Omilimo ali celo odpravimo jo lahko z natančnimi navodili in treningi ocenjevalcev.

### Napaka prilagajanja konkretnemu vzorcu
Napaka prilagajanja konkretnemu vzorcu je prisotna, kadar ocenjevalec prilagaja ocene splošni ravni okolja, v katerem ocenjuje dosežke. Ocenjevalec nima postavljenih visokih meril in je hitro zadovoljen z doseženimi rezultati.

### Napaka kontrasta
Napaka kontrasta se pojavi, ko ocenjevalec vse ostale presoja nasprotno od sebe. Na primer, zelo discipliniran človek bo sodelavce ocenil kot premalo disciplinirane. Napaka je tehnično skorajda neobvladljiva, pomembno za ocenjevalca pri izogibanju napaki je dobro poznavanje samega sebe in posebna pozornost do kriterijev, ki bi ga lahko pripeljali do te napake. Avtorji pravijo, da je ta napaka morda povezana z obrambnimi mehanizmi, torej s težnjo, da vidimo sebe v boljši luči kot druge.

### Napaka podobnosti
Napaka podobnosti je nasprotna napaki kontrasta. Ocenjevalec naredi to  napako, ko svoje lastnosti pripisuje drugim.

### Učinek pričakovanja
Bistvo napake učinka pričakovanja je v tem, da hipoteze in pričakovanja eksperimentatorja vplivajo na izid raziskav. V interakciji med ocenjevalcem in ocenjevalcem oziroma zaposlenim je včasih na določen način omogočeno, da pričakovanja ocenjevalca glede izida ocene usmerjajo ocenjevance in njihovo vedenje ter posledično vplivajo tako na potek, kot tudi na končno oceno. Možno ga je zmanjšati z dodatnim nadzorom ocenjevalcev ali pa z zmanjšanjem direktne interakcije med ocenjevalcem in ocenjevancem oziroma zaposlenim.

### Ostale napake
Poleg zgoraj opisanih napak se lahko pojavijo tudi druge, ki izvirajo iz zavestnih teženj ocenjevalca. To so na primer nezaupanje do novih stvari in pristopov, zaščita samega sebe, izogibanje ocenjevanju, z izgovorom, da ne poznajo sodelavčevega dela, strah pred reakcijami slabo ocenjenih delavcev, kar vodi do toleriranja manj uspešnih delavcev ter ohranitve obstoječega stanja in organizacijske klime v organizaciji, pa čeprav bi ta lahko bila boljša. Pomembno je tudi, da so ocenjevalci za izvajanje ocenjevanja usposobljeni, poznati in razumeti morajo tudi namen ocenjevanja delovne uspešnosti in ga izvajati dosledno. Ocenjevalci se morajo zavedati, da vsi zaposleni le niso enako uspešni. Če vse zaposlene ocenijo z visokimi ocenami, se lahko zamerijo tistim, ki resnično delajo najbolje in odstopajo od povprečja. Ocene lahko hitro postanejo neobjektivne tudi s tem, da se zaposlene ocenjuje le na nivoju podrejeni-vodja (ocenjevalec), prav tako pa se ocenjevanje izvaja premalo pogosto. Zaželeno je, da napake ocenjevanja delovne uspešnosti prepoznamo, nujno pa je tudi, da jih skušamo odpraviti in zoper njih ukrepamo.

## Zanesljivost in veljavnost ocen

### Zanesljivost
Zanesljivost merjenja lahko definiramo kot dopustno stopnjo slučajnih napak v raziskovanju. Z vprašanjem zanesljivosti merjenja so se v družboslovju med prvimi začeli ukvarjati psihologi, ki so pri svojih poskusih ugotavljali, da ponovljena merjenja z istimi merskimi postopki ne dajejo vedno enakih rezultatov. Če je pojav, ki ga merimo, ponavljajoč ali trajen, potem je razumljiva zahteva, da naj ponovljena merjenja dajo enake rezultate in če hočemo zagotovilo, da razlike v izmerjenih vrednostih ponovljenih merjenj niso nastale le zaradi uporabljenega merskega postopka, ampak so posledica dejanskih sprememb merjenega pojava, potrebujemo zanesljivost merjenja. Tudi razprave o zanesljivosti ocenjevanja zaposlenih so bile v zadnjih nekaj letih burne. Nekateri raziskovalci, med katerimi je tudi Rothstein (1990, cit. po Landy in Conte, 2010) so dokazali, da se korelacija zanesljivosti ocenjevanja med ocenjevalci oziroma tako imenovano strinjanje glede ocene ene osebe, med dvema ocenjevalcema, giblje na razponu od 0,50 do 0,60. Vrednosti po navadi predstavljajo slabo zanesljivost ocene in ne bi smele biti presenetljive. Če preučimo ocenjevalce, od katerih pridobimo ocene zaposlenega, opazimo, da vsak od teh ocenjevalcev (npr. vodja, podrejeni, vrstniki) k procesu ocenjevanja prinese drugo perspektivo. Tudi ko primerjamo ocene istega nivoja organizacije (na primer dve vodji zaposlenega ali dva sodelavca), se bosta ta dva osredotočila in ocenjevala različna vedenja. Pri tem nastane izziv, kako združiti ta dva vidika vedenja, da bi lahko ocenili zaposlenega. Več informacij imamo, bolj bo ocena celovita in natančna.

### Veljavnost
Avtorice Ferligoj, Leskošek in Kogovšek (1995)  pravijo, da se za veljavno najbolj pogosto razume tisto raziskovanje oziroma ocenjevanje, v katerem dejansko merimo tisto, kar želimo oziroma tisto kar sta opredeljeni cilj in predmet raziskovanja. Mersko napako pri tem definiramo kot razliko med izmerjeno in dejansko vrednostjo. Uporaba večrazsežnostnih teoretičnih pojmov pri raziskovanju vodi v celo vrsto problemov, povezanih z merjenjem ter pojasnjevanjem in vrednotenjem rezultatov. V prizadevanju za empirično preverljivost domnev, modelov, teorij, je nujno izdelati zanesljive postopke raziskovanja oziroma ocenjevanja, da pa bi to dosegli, moramo izpeljati kar se da natančne in popolne operacionalizacije konstruktov, ki jih želimo raziskovati. Kot povzemajo avtorice Ferligoj, Leskošek in Kogovšek (1995)  problem nastopi, ker za izbor problema raziskovanja, definiranje glavnih konstruktov, formiranje domnev in drugih postopkov ne obstajajo univerzalno sprejeti standardi, tako da je način, kako bodo rešeni posamezni raziskovalni problemi, obremenjen s specifičnimi preferencami posameznika. 
Veljavnost ocenjevanja zaposlenih je odvisna predvsem od tega, kako so ocenjevalne lestvice zasnovane in razvite. Prvi korak v razvijanju učinkovitih ocenjevalnih lestvic je pomislek o pomenu tega kar bomo ocenjevali v podjetju, ki je lahko zasnovano na zaposlitvi ali analizi dela ali oblikovanju kompetenc. Lestvice naj bi  merile pomembne vidike vedenja pri delu. Če so ti vidiki vedenja pri delu resnično pomembni in če te ocenjevalne lestvice pošteno predstavljajo te vidike, podpirajo veljavne sklepe o uspešnosti stopnje izvedbe ocenjevanega vedenja pri zaposlenem. Naslednji korak pri podpiranju veljavnih sklepov je zagotoviti, da imajo lestvice primerne strukturne karakteristike (dimenzije, sidra, sistem točkovanja). Ker so veljavni sklepi še dodatno podprti s strani z dobro informiranih in izobraženih ocenjevalcev, je priporočen tudi trening ocenjevalcev.